# Antoine Simon

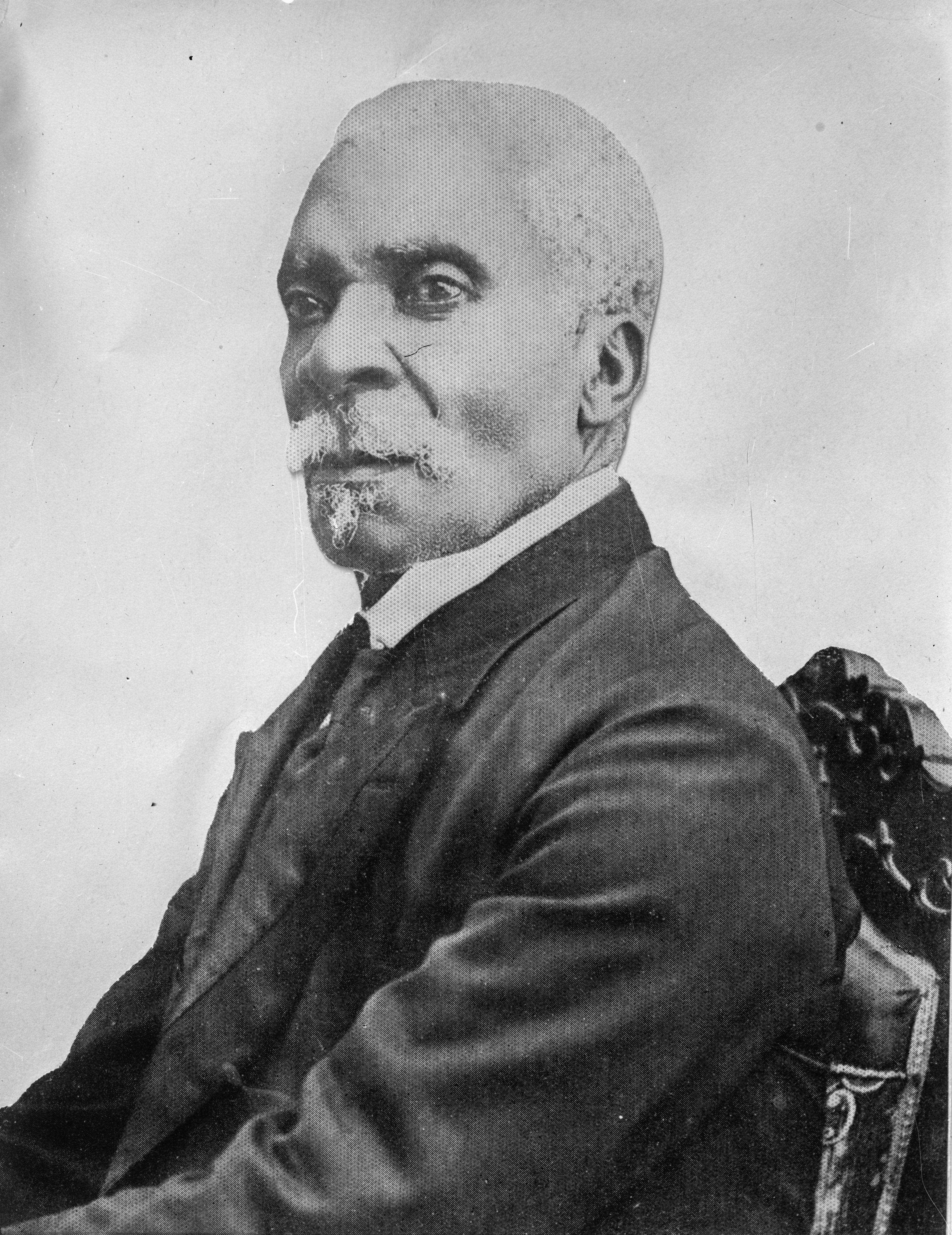
François C. Antoine Simon

François C. Antoine Simon, född 1844, död 1923, var president på Haiti 6 december 1908-3 augusti 1911. Han kom från Les Cayes-förorten Savane.

## Biografi

### Militär karriär
Simon inledde sin karriär som polis och blev sedan officer. 1883 utnämndes han till befälhavare, en befattning som han hade till 1908. 1887 befordrades han till överste. 1896-1902 var han Aide-de-camp (adjutant) åt president Tirésias Simon-Sam. Senare blev han även befordrad till general. Som sådan ledde han en militär revolt mot president Pierre Nord Alexis.

### President (1908-1911)
Den 6 december 1908 valdes han till president. Simon saknade skolbildning och samlade kring sig ett stort antal rådgivare för att hjälpa honom att styra landet. 19 december samma år presenterade han sin regering och dagen därpå svors han in som president. Under Simons mandatperiod tilläts exilhaitianer återvända till landet. Jordbrukproduktionen i landet ökade och en rad samarbeten med USA inleddes. För att bekosta stastningar på infrastruktur och andra reformer tog han ett stort lån hos Banque de la Union Parisienne.
Ett samarbete med USA kring bananproduktion ledde till konfiskeringar av land som i sin tur skapade oro bland landets småbrukare. I juni 1911 inledde de en revolt mot regeringen i Port-au-Prince. Generalen Cincinnatus Leconte stödde upproret och lyckades erövra huvudstaden den 1 augusti 1911. Den 3 augusti tvingades Simon avgå och Leconte blev nästa president av Haiti.